# Stávertsi
Stávertsi (búlgaro: Ста̀верци) es un pueblo de Bulgaria perteneciente al municipio de Dolna Mitropoliya de la provincia de Pleven.
Se ubica a orillas del río Iskar, unos 20 km al noroeste de la capital municipal Dolna Mitropoliya.
Se conoce la existencia de la localidad desde 1548, aunque en el lugar y en sus inmediaciones hay restos de fortalezas medievales. Durante el período otomano era una localidad habitada principalmente por pomacos, pero posteriormente se añadieron a los habitantes originales inmigrantes búlgaros procedentes de Vratsa, Valaquia y Macedonia. La iglesia del pueblo se construyó entre 1859 y 1903. En el verano de 1950, tuvo lugar en este pueblo una sublevación contra la colectivización, al intentar medio millar de personas abandonar la granja colectiva que habían establecido los comunistas.

## Demografía
En 2011 tenía 1757 habitantes, de los cuales el 58,22% eran étnicamente búlgaros y el 7,05% gitanos. El 33,46% de la población no declaró en el censo su origen étnico, probablemente debido al hecho de que aún quedan numerosos pomacos viviendo en la localidad.
En anteriores censos su población ha sido la siguiente:
| Gráfica de evolución demográfica de Stávertsi entre 1934 y 2011 |
|                                                                 |